# Santa Maria degli Angeli (Barletta)

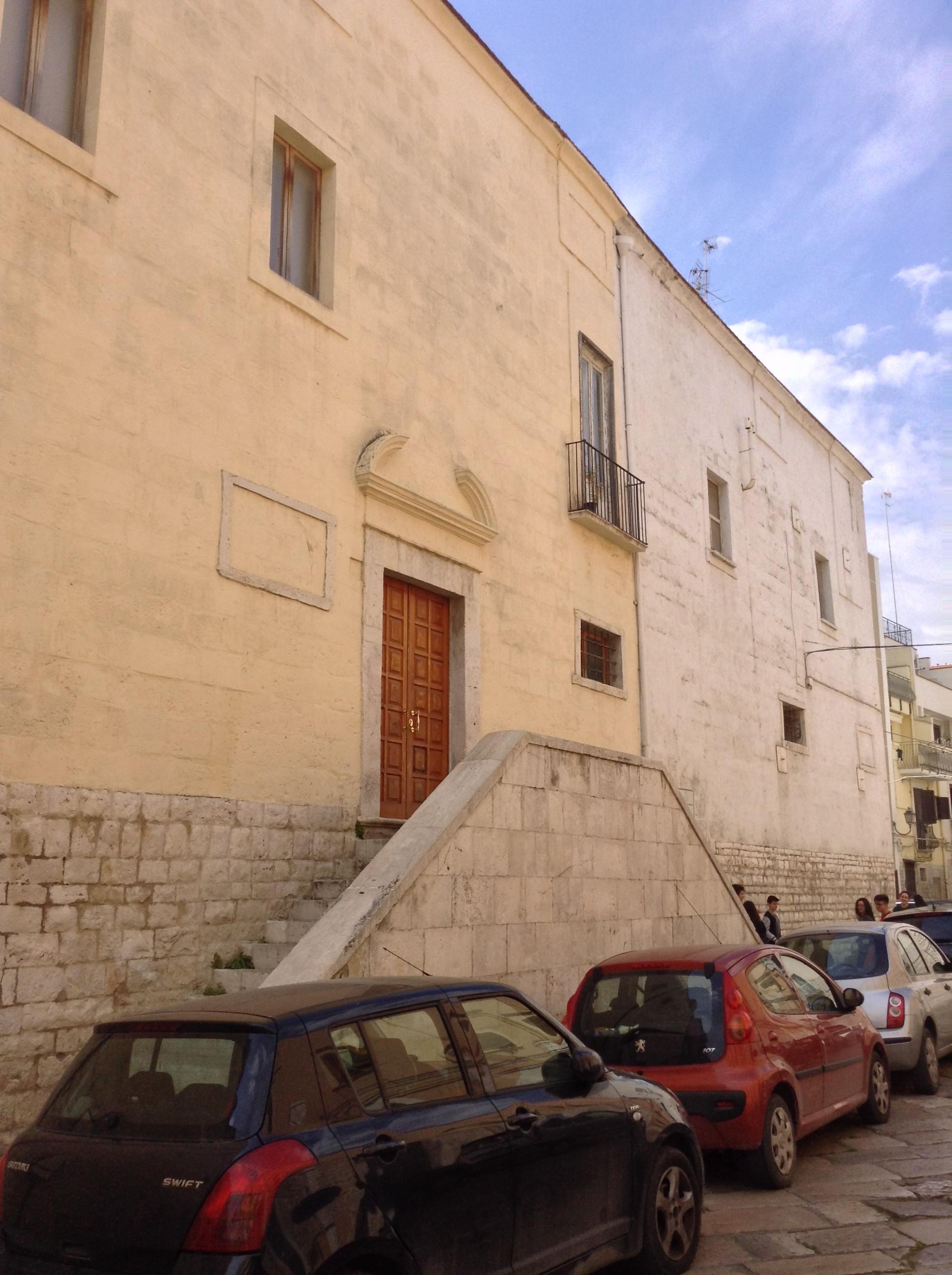
Santa Maria degli Angeli

Santa Maria degli Angeli ist eine im 16. Jahrhundert erbaute römisch-katholische Kirche in der italienischen Hafenstadt Barletta in der Provinz Barletta-Andria-Trani in Apulien. Das Kulturdenkmal umfasst neben der unter dem Patrozinium „Unsere Liebe Frau von den Engeln“ stehenden Kirche auch den Konvent, der im Volksmund den Namenszusatz „dei Cappuccini“ trägt.

## Geschichte
Die Kirche wurde zwischen 1530 und 1550 von Kapuzinern erbaut. In einer Zeit, als die Pest die Stadt heimsuchte und die Bevölkerungszahl von 20.000 im Jahr 1656 auf 8000 im März 1657 sank, wuchs dieser Kirche besondere Bedeutung zu. Die hier ansässigen Kapuziner pflegten die Kranken und richteten in ihrem Kloster ein Krankenhaus ein, in dem sie neben der Krankenpflege auch die Liturgie feierten.
Während des Spanischen Erbfolgekrieges fanden der Graf Tiberio Carafa und Gaetano Gambacorta, der Fürst von Macchia Valfortore, hier Zuflucht, nachdem sie aus Neapel geflohen waren. 
Das Kloster wurde am 17. Februar 1861 aufgehoben. Im Jahr 1866 ging das Eigentum des Klosters auf die Gemeinde Barletta über, die dort dessen Bibliothek übernahm, welche den Grundstock der heutigen kommunalen Bibliothek bildet.

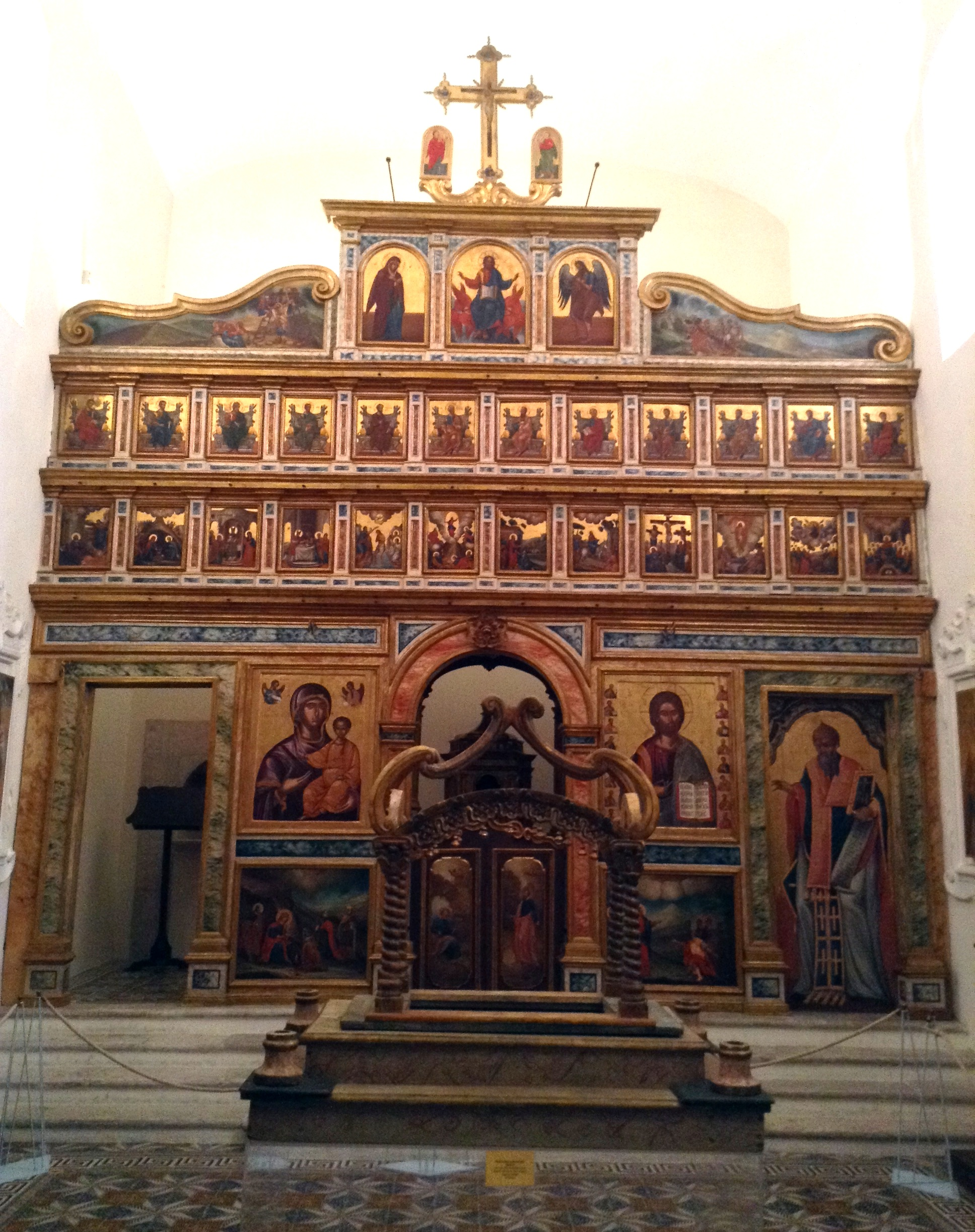
Ikonostase
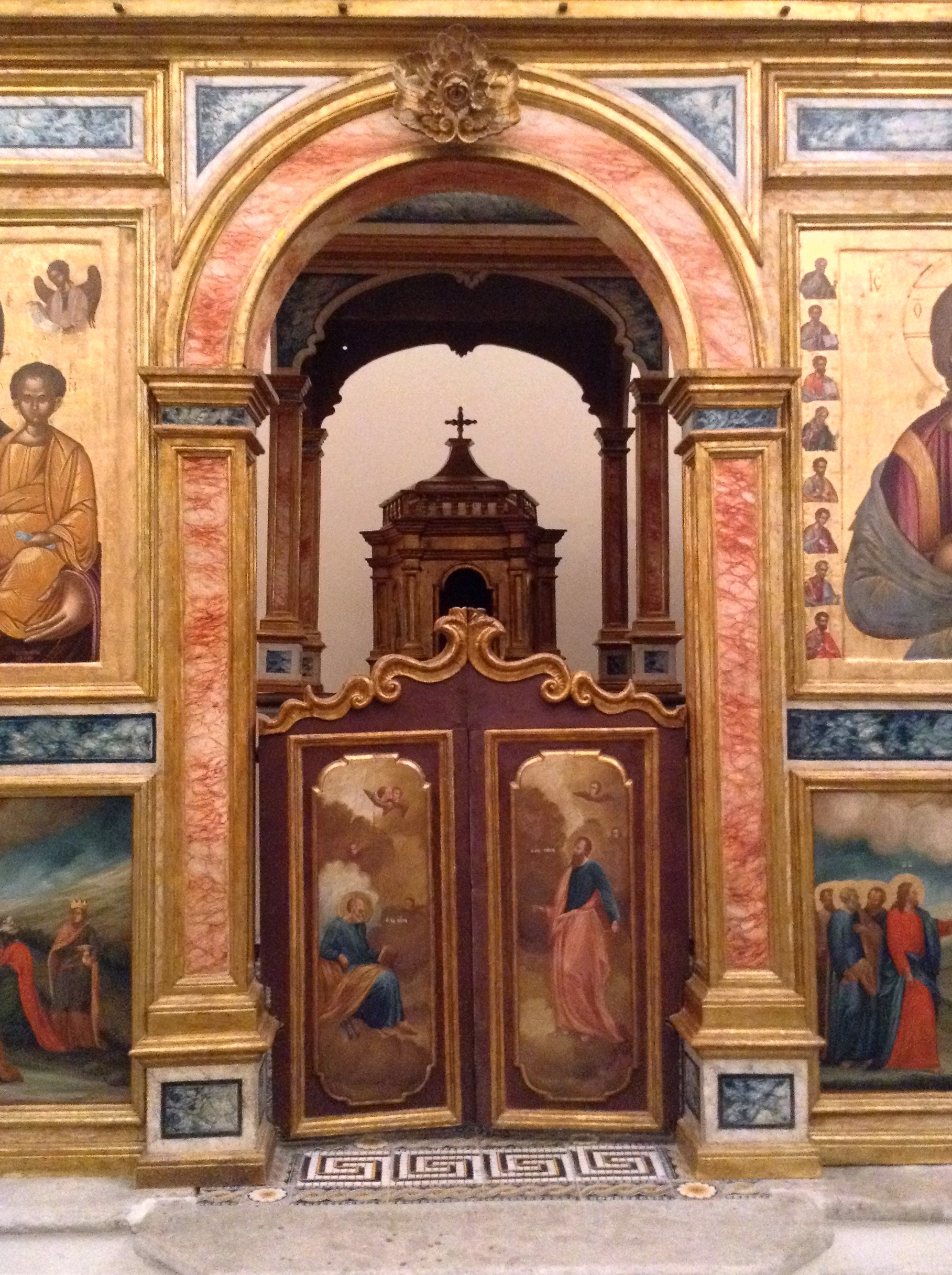
Königliche Tür
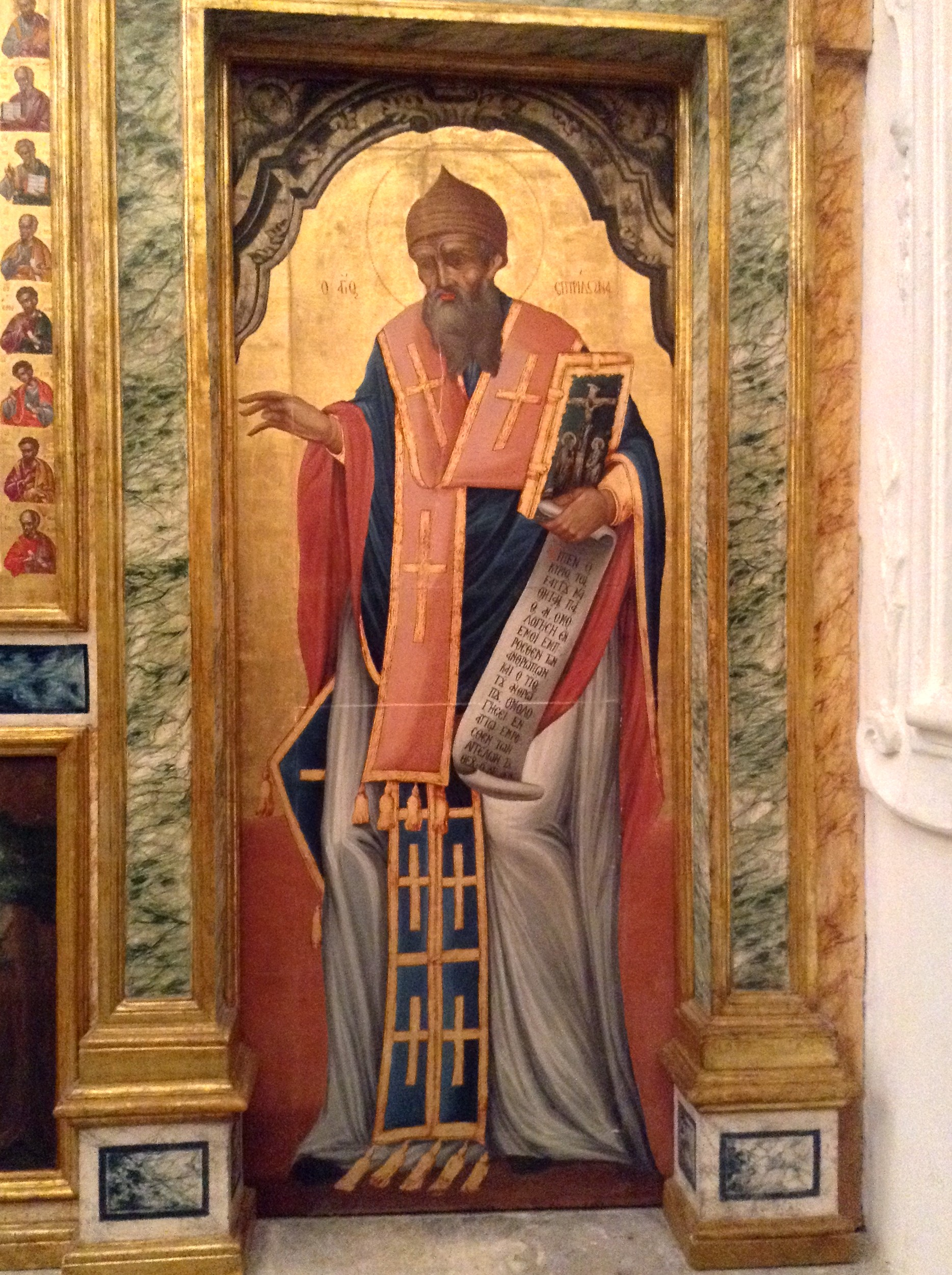
Südliche Tür mit der Ikone des heiligen Spyridon
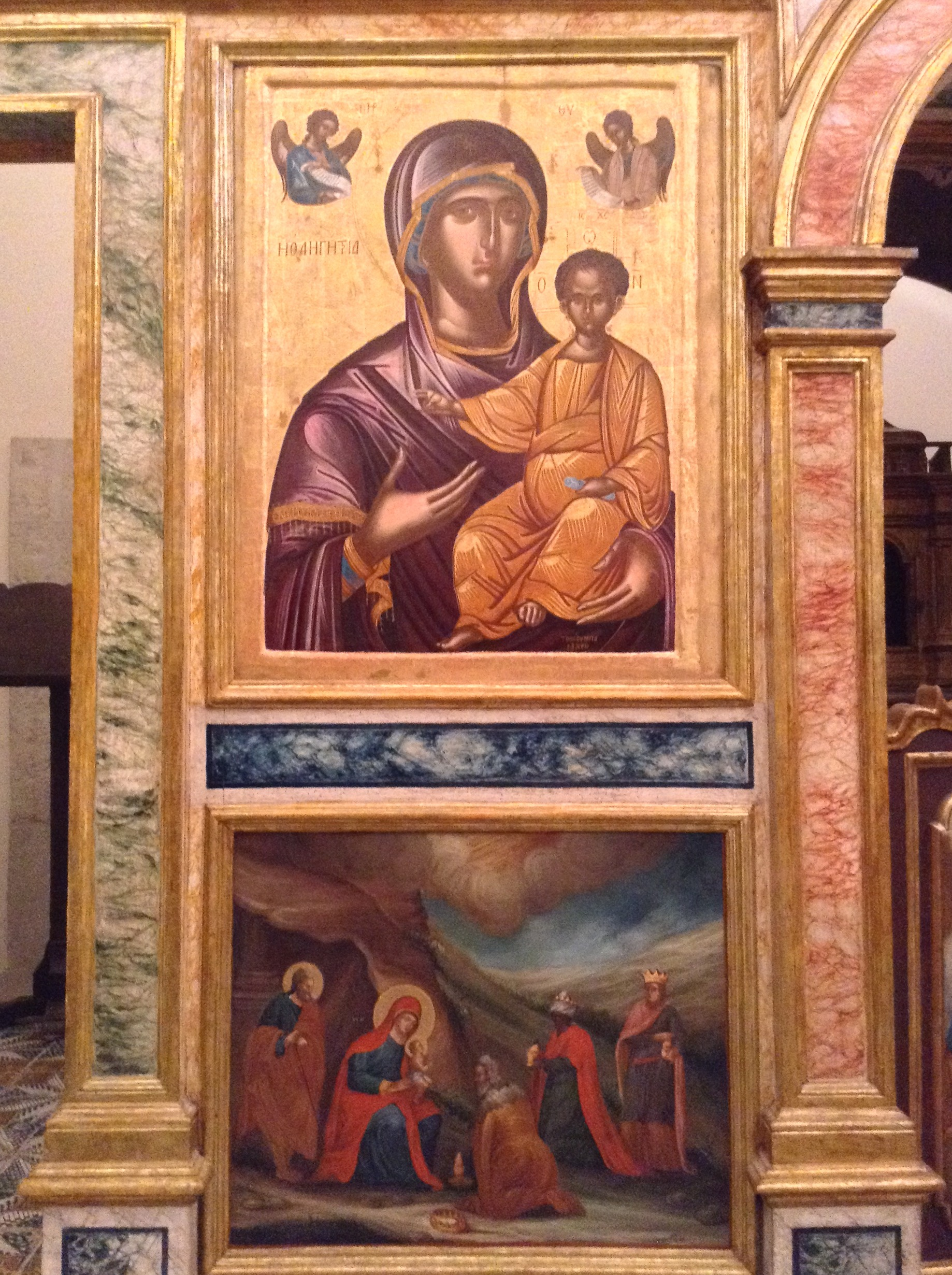
Links von der königlichen Tür die Hodigitria; unten: die Anbetung der Könige aus dem Morgenland